# Мирза Абуль-Хасан-хан Ширази
Мирза Абуль-Хасан-хан Ширази (перс. میرزا ابوالحسن خان شیرازی‎; род. 15 октября, 1776 — 4 августа 1846) — персидский дипломат.

## Биография
Мирза Абуль-Хасан-хан — сын Мирза Мухаммед-Али-хан — родился в 1776 году в Ширазе. Был сыном дочери Ибрагима-хана Калантара из клана Кавам.
Благодаря родственным связям уже в молодости был назначен губернатором Шуштера.
Но в апреле 1801 года Ибрагим-хана Калантар и весь его клан впал в немилость: многих представителей этой семьи убили, многих ослепили. Мирза Абуль-Хасан-хан был снят со всех постов и арестован, был сослан в Шираз, но бежал оттуда в Басру, а оттуда на корабле бежал в Хайдарабад в Индию.
Через некоторое время Абуль-Хасан-хан был помилован и вернулся на родину, поступил на службу Фатх-Али-шах Каджару, и быстро продвигался по служебной лестнице.
С 3 декабря 1809 года по 15 июля 1810 года — посол Персии в Великобритании.
В 1810 году в Лондоне вступил в масонскую ложу.
Затем был послом Персии в Османской империи, затем послом Ирана в Австрии, затем послом Ирана во Франции.
В октябре 1813 года от имени Персии подписал с Российской империей Гюлистанский мирный договор, завершивший Русско-персидскую войну (1804−1813).
В 1815−1816 годах — посол Персии в Российской империи.
В 1818 году был снова отправлен в Лондон, чтобы найти британскую поддержку против России. Эта миссия, однако, потерпела неудачу, так как в то время британцы после войны с Наполеоном не желали войны с Россией из-за Персии.
В 1823−1834 годах — министр иностранных дел.
В феврале 1828 года участвовал в подписании с Россией Туркманчайского мирного договора, завершившего русско-персидскую войну 1826−1828 годов.
В 1835 году ушёл в отставку из-за конфликта с «премьер-министром» Мирза Абуль-Касим Фарахани.
В 1838−1845 годах — министр иностранных дел.
Мирза Абуль-Хасан-хан Ширази умер 4 августа 1845 года.